# Tarrano
Tarrano est une commune française située dans la circonscription départementale de la Haute-Corse et le territoire de la collectivité de Corse. Elle appartient à l'ancienne piève d'Alesani. Ses habitants, appelés Tarranais, se répartissent sur trois hameaux : Ortia, Bonicardo et Poggiale.

## Géographie

### Localisation
Tarrano est située à 39 km de Bastia. Ce village montagnard, à 1 km de distance du parc naturel régional de Corse, est voisin des communes de Felce, Carpineto et Piobetta. Son climat est méditerranéen avec des étés tempérés.
Les communes limitrophes sont  Felce, Perelli, Pietricaggio, Piobetta, Valle-d'Alesani et Valle-d'Orezza.

### Hydrographie
La rivière d'Alesani passe dans le village, ainsi que de nombreux ruisseaux : les deux principaux ruisseaux d'Andegno et de Cipatorno, ainsi que les ruisseaux Rosso, de Valle Botacci, de Teghio, de Lavatojo et de Pozzolo. Les plages les plus proches, situées à 7,7 km, sont les plages de Cervione et de Santa-Maria-Poggio.

## Urbanisme

### Typologie
Au 1er janvier 2024, Tarrano est catégorisée commune rurale à habitat très dispersé, selon la nouvelle grille communale de densité à sept niveaux définie par l'Insee en 2022.
Elle est située hors unité urbaine et hors attraction des villes,.

### Occupation des sols
L'occupation des sols de la commune, telle qu'elle ressort de la base de données européenne d’occupation biophysique des sols Corine Land Cover (CLC), est marquée par l'importance des forêts et milieux semi-naturels (100 % en 2018), une proportion identique à celle de 1990 (100 %). La répartition détaillée en 2018 est la suivante : 
forêts (92,3 %), milieux à végétation arbustive et/ou herbacée (7,7 %). L'évolution de l’occupation des sols de la commune et de ses infrastructures peut être observée sur les différentes représentations cartographiques du territoire : la carte de Cassini (XVIIIe siècle), la carte d'état-major (1820-1866) et les cartes ou photos aériennes de l'IGN pour la période actuelle (1950 à aujourd'hui).

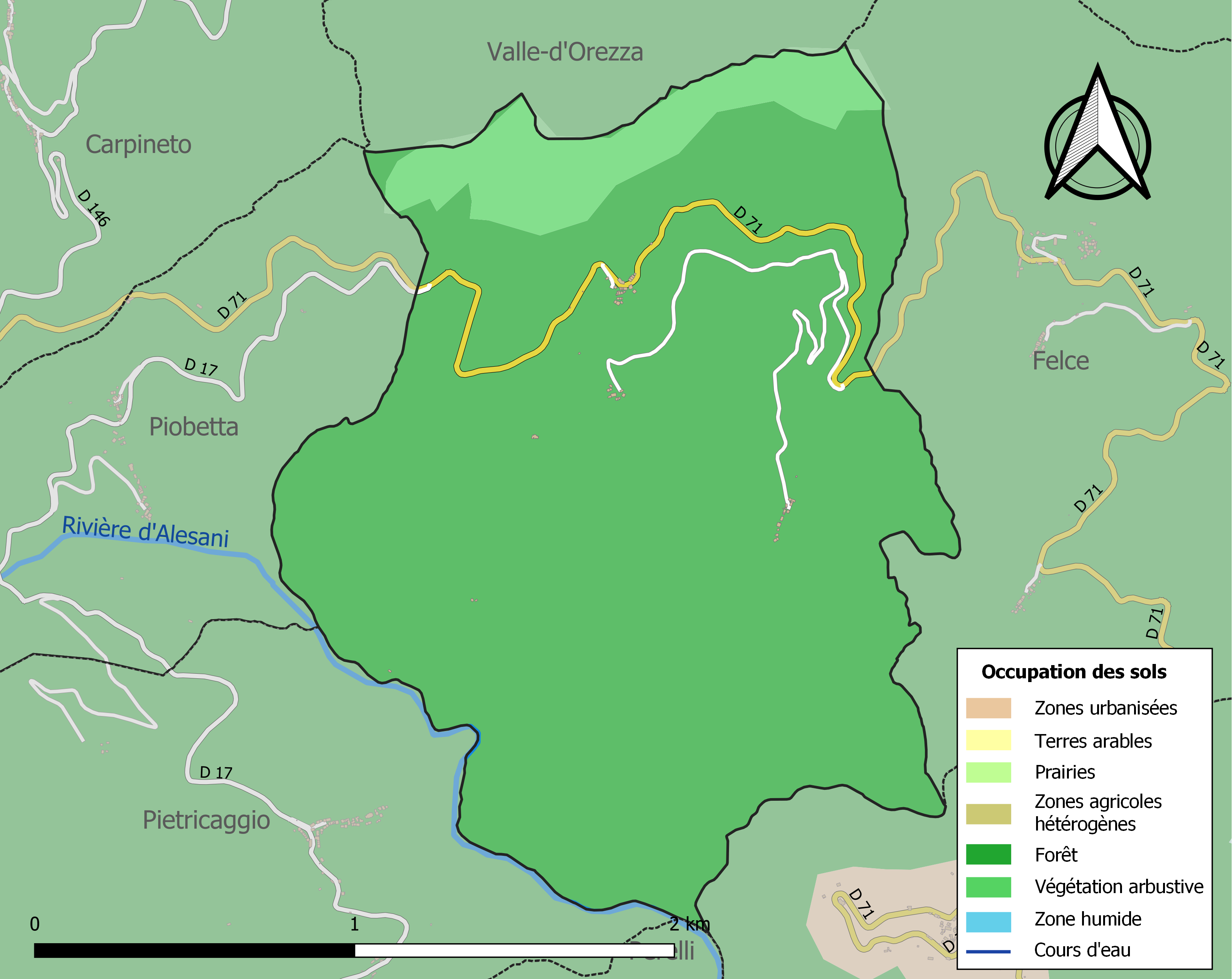
Carte des infrastructures et de l'occupation des sols de la commune en 2018 (CLC).

## Histoire
La commune est répartie sur six hameaux dont trois sont actuellement habités. La commune comptait deux paroisses : San Vitu et Santa Maria. La source d'eau minérale Pardini n'est pas exploitée.

## Édifice religieux proche
La pro-cathédrale Saint-Erasme, construite aux XVIIIe et XIXe siècles, se trouve à Cervione.

## Politique et administration
| Période                                  | Période  | Identité            | Étiquette | Qualité       |
| ---------------------------------------- | -------- | ------------------- | --------- | ------------- |
| mars 2008                                | 2014     | Pierre-Marie Vitani |           |               |
| mars 2014                                | En cours | Charles-Jean Catani | REG       | Fonctionnaire |
| Les données manquantes sont à compléter. |          |                     |           |               |

## Démographie
L'évolution du nombre d'habitants est connue à travers les recensements de la population effectués dans la commune depuis 1800. Pour les communes de moins de 10 000 habitants, une enquête de recensement portant sur toute la population est réalisée tous les cinq ans, les populations de référence des années intermédiaires étant quant à elles estimées par interpolation ou extrapolation. Pour la commune, le premier recensement exhaustif entrant dans le cadre du nouveau dispositif a été réalisé en 2008.

En 2022, la commune comptait 16 habitants, en évolution de +6,67 % par rapport à 2016 (Haute-Corse : +5,15 %, France hors Mayotte : +2,11 %).
| 1800 | 1806 | 1821 | 1831 | 1836 | 1841 | 1846 | 1851 | 1856 |
| ---- | ---- | ---- | ---- | ---- | ---- | ---- | ---- | ---- |
| 392  | 464  | 394  | 375  | 374  | 344  | 314  | 335  | 337  |

| 1861 | 1866 | 1872 | 1876 | 1881 | 1886 | 1891 | 1896 | 1901 |
| ---- | ---- | ---- | ---- | ---- | ---- | ---- | ---- | ---- |
| 328  | 321  | 358  | 408  | 392  | 420  | 463  | 439  | 321  |

| 1906 | 1911 | 1921 | 1926 | 1931 | 1936 | 1946 | 1954 | 1962 |
| ---- | ---- | ---- | ---- | ---- | ---- | ---- | ---- | ---- |
| 307  | 291  | 326  | 341  | 304  | 321  | 341  | 171  | 136  |

| 1968 | 1975 | 1982 | 1990 | 1999 | 2008 | 2013 | 2018 | 2022 |
| ---- | ---- | ---- | ---- | ---- | ---- | ---- | ---- | ---- |
| 121  | 41   | 16   | 23   | 27   | 14   | 15   | 16   | 16   |

## Lieux et monuments
- Fontaine de Tarrano.
- La chapelle de l'Immaculée-Conception, où une messe est célébrée deux fois par an. On peut contempler des peintures monumentales, la Colombe du Saint-Esprit. C'est l'église la plus importante du village où se trouve le hameau principal.
- La chapelle Saint-Antoine-de-Padoue.
- La chapelle Saint-Jean-Baptiste.
- Église paroissiale Saint-Gui, où l'on peut voir notamment la statue de l'Assomption et les fonts baptismaux, les autels de sainte Catherine d'Alexandrie, saint Pancrace, Vierge au Sacré-Cœur, saint Jean-Baptiste, Notre-Dame des Grâces, des ornementations et le chemin de Croix[14].
- Église San Vitus, d'origine romane[15].

## Personnalité liée à la commune
Un lieutenant de Sampiero Corso, Tuffeli, est né dans la maison-tour du village.